# Михал Садилек
Михал Садилек (чеш. Michal Sadílek; 31. мај 1999) чешки је професионални фудбалер који тренутно наступа на позицији дефанзивног везног за Твенте на позајмици из ПСВ Ајндховена и репрезентацију Чешке.
Каријеру је почео у младом тиму ПСВ-а, док је 2018. дебитовао за први тим, а 2020. послат је на позајмицу у Либерец, гдје је провео једну сезону, након чега је послат на позајмицу у Твенте.
Прошао је све млађе селекције у репрезентацији, а за сениорску репрезентацију Чешке дебитовао је 2021.

## Клупска каријера
Након што је почео каријеру у чешком клубу Словачко, 2015. је прешао у академију ПСВ-а, а 2016. прешао је у Јонг ПСВ, који се такмичио у Другој лиги Холандије. За тим је дебитовао 4. новембра 2016. на утакмици против Хелмонд спорта.
На почетку сезоне 2018/19, придружио се првом тиму ПСВ-а, чији је тренер тада био Марк ван Бомел. Дебитовао је за тим 7. децембра 2018. у побједи од 6:0 против Екселсиора. Први гол постигао је 22. децембра, на својој другој утакмици за клуб, у побједи од 3:1 против АЗ Алкмара, након што је ушао у игру у 29 минуту умјесто Гастона Переира. Због слабе форме коју су показивали Тони Ласо и Оливер Бокагли, углавном је играо на позицији лијевог бека у сезони 2019/20.
На почетку сезоне 2020/21. прешао је на позајмицу у Слован Либерец. На дан 26. фебруара 2021. постигао је прва два гола за клуб, у побједи од 4:1 против Пардубице.

## Репрезентативна каријера
За репрезентацију Чешке до 16 година дебитовао је 2014, након чега је прошао све млађе селекције. На дан 29. маја 2019, први пут је позван у сениорску репрезентацију, за утакмице против Бугарске и Црне Горе у квалификацијама за Европско првенство 2020.
Фудбалски савез Чешке, 25. маја је првобитно објавио списак од 25 играча за Европско првенство 2020, које је због пандемије ковида 19 помјерено за 2021. Два дана касније, потврђено је да је Ондреј Кудела суспендован на десет утакмица и у тим је укључен Садилек. За сениорску репрезентацију, дебитовао је 4. јуна 2021, у поразу 4:0 од Италије, у пријатељској утакмици. На првенству, није улазио у игру у групној фази, а Чешка је у првом колу групе Д побиједила Шкотску 2:0, са два гола Патрика Шика, док је у другом колу ремизирала 1:1 против Хрватске. У трећем колу изгубила је 1:0 од Енглеске и прошла је даље са трећег мјеста. У осмини финала, први пут је играо на првенству, ушао је у игру у 90. минуту умјесто Шика, а Чешка је побиједила Холандију 2:0. У четвртфиналу није играо, а Чешка је изгубила 2:1 од Данске.

## Статистика каријере

### Репрезентација
Ажурирано након утакмице игране 27. јуна 2021.
| Репрезентација | Година | Наступи | Голови |
| -------------- | ------ | ------- | ------ |
| Чешка          |        |         |        |
| 2021.          | 2      | 0       |        |
| Укупно         | Укупно | 2       | 0      |